# 古代ギリシアの服飾

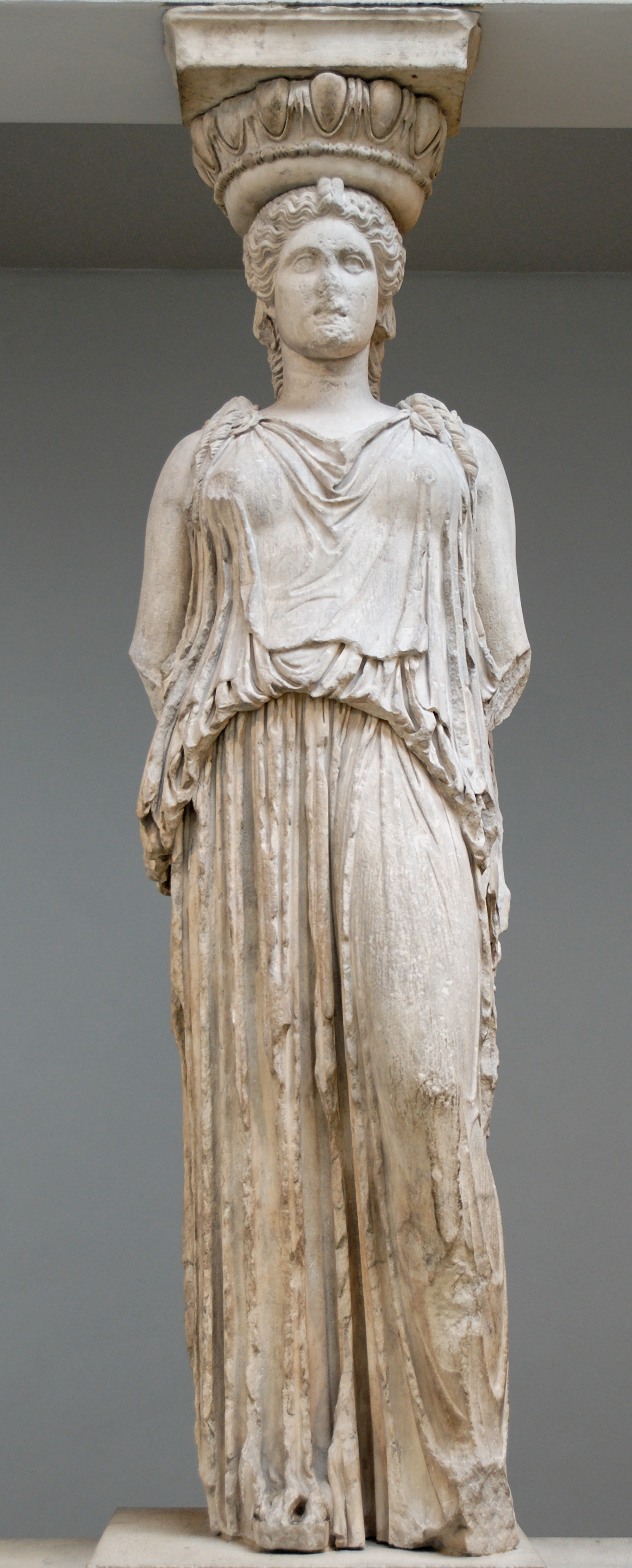
エレクテイオンの女人像柱（大英博物館）。亜麻布を使った衣服キトンを着ている。ゾーネーと呼ばれるベルトで腰にコルポスという膨らみを作っている。

古代ギリシアの服飾（こだいギリシアのふくしょく）では、紀元前700年から146年までの、現在のギリシャ周辺にあたる地域での服装を扱う。

## 特徴
古代ギリシアで最も中心的な衣服の材料はウールであった。男女の服装に大きな違いはなく、共に一枚布を体に巻きつけ、時にはピンや帯を使って着付けるものであった。比較的温暖な地域であったため、体にぴったりとした衣服は身につけなかったが、一枚布でできている外套は身分を問わず使用された。後に亜麻布が広く使われるようになり、ウールは主に外套用の素材に代わった。中国から絹がもたらされ、王族や貴族に非常に好まれた。民主政治が発展してからは、材質以外での衣服の身分差はほとんどなかった。
ギリシア人は、男子は髪を短く刈り、女子は長く伸ばして頭上で結い上げていた。ギリシアでは婦人の化粧は好まれなかったが、売春婦は化粧をし、髪を金髪に染めているものもいた。
履物は柳の枝や革でできたサンダルが使われたが、悲劇の役者は威厳を増すためにコルクで厚い底をつけた編みあげ式の深靴を履いた。ごく貧しい平民や奴隷は裸足が多かった。
ギリシア人は高い金属細工の技術を持っていたが、装飾品はあまり目立たなかった。細い針金を加工する金線細工の技術によって繊細な首飾りなどが作られていた。着つけの必需品として青銅製のピンや、現代のものと同じような金属のバックルが付いた革ベルトが使われた。

## 男子の衣装

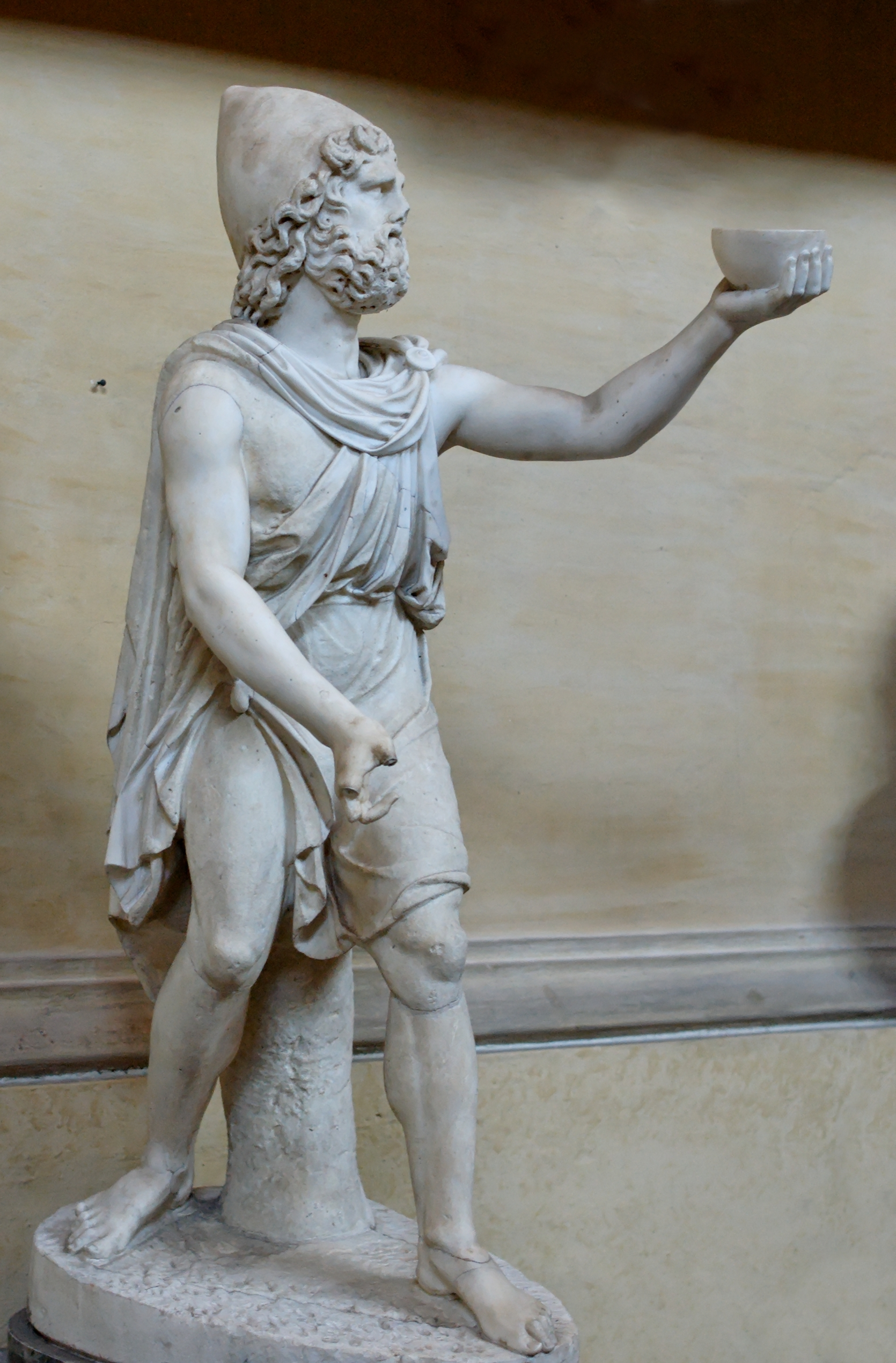
エクソミス服とクラミュスという短いマントを着込み、ピレウス帽を被ったオデュッセウスの像

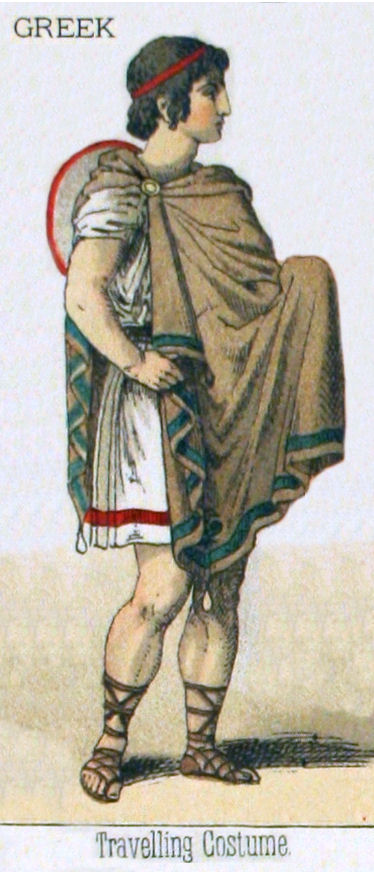
旅装。つばのある帽子ペタソスを背中に背負っている

古代ギリシアの男性は、はじめ長方形のウール布を右肩を露出して体に巻きつけていた。この着方はエクソミス（肩を出す）と呼ばれ、男性の基本的な服装であった。身分が高い者や礼装には丈の長い衣装を着て、羊飼いや軍人と云った運動量の多いものは短い衣装を着た。

### 一般庶民
庶民の男性は、亜麻かウールの一枚布を左肩でピンでとめてベルトを締め、右肩をむき出しにして着つけていた。外出時にはウールでできたヒマティオンや丈の短いクラミード、冬用の厚手の外套クライナやシシュラ（こちらは山羊の毛）といった一枚布を巻くだけの外套を着たが、ごく貧しい人や哲学者などはヒマティオン一枚をエクソミスにして身に着けるか、その上にトリボーンという粗い織物の粗末な外套を着た。亜麻の衣服はキトンといい、女性のものと同じように両肩を留めて着ることもあった。
色は多くは自然のままのものを使ったが、縁に縞を織りだすなど染色も行われていた。外套は比較的高級なものになると濃い色で染められており、白や薄色が多いキトンとは対照をなしていた。
腰を締めるベルトは革製で青銅製のバックルがついており、肩を止めるピンは安全ピンのように針に覆いが付いたポルパイというものを使っていた。日除けのために現代の帽子の起源とされるつばの広いペタソスという革製帽子もあった。

### 上流階級
ホメロスの『オデュッセイア』にはペネロペイアが出征する夫、オデュッセウスのためにしつらえた豪奢な衣服一式が登場する。二つ折りにした厚織りの紫のヒマティオンに、それを留めるための犬と鹿のレリーフが施された黄金のポルパイ、輝かしくしなやかな純白の衣の一式であった。これらは全て羊毛で織られたもので、有力な地方領主であったオデュッセウスの高貴な身分の象徴として輝くしなやかな衣が特に強調されていた。
ギリシア人にとって今まで見たことがないほど輝かしく美しい繊維でできた絹織物は、彼らに非常に大きなインパクト与えた。彼らは中国を絹の国と呼び、漠然と優美で不思議な文明の栄えた大国と考えていた。絹は製品化された状態でしか輸出されておらず、ギリシアの気候では中国好みの厚く豪奢な絹織物は暑すぎたためか、富裕層はわざわざほどいて薄く織りなおさせていた。薄絹特有の品のある光沢と美しいドレープは富裕層の若者を魅了し、哲学者のように敬愛を集める知識人が絹の流行に苦言を呈しても流行はとどまることを知らなかった。
富裕層は比較的よく使われた茜や大青だけでなく、高価なサフランや貝紫で服を染めた。ただし、薄緑や菫色の衣装は男性が身につけるにはふさわしくない色だと考えられていた。菫色は悲嘆の色と考えられており、そうしたギリシア人の色彩理論はカトリック教会に継承されて長く残り、例えば15世紀までフランス王は妃の喪に菫色の喪服を着た。古代ギリシアでは色彩学が発祥するなど、色彩について意味や調和の法則などの理論が編み出されたが、周辺地域の人々と比べて色彩の感覚が特別鋭敏なわけではなかった。
紳士はミント、菫、麝香草などの香料で肌を洗っていたが、体の各部に違う香料を付けたりエジプトから化粧品を輸入するなど極端な奢侈に走るものがいたので、ソロンの改革では香料の禁止令が出された。

## 女子の衣装
女子の衣服もかつてはドーリア人が持ち込んだウールの一枚布であり、これをペプロスと呼んだ。アルカイック期に入ってイオニア人が東方から流入した亜麻の優美な衣装を持ちこみ、このキトンと呼ばれる衣服がほぼギリシア全土を席巻した。

### 一般庶民
庶民の女性は、質実剛健な風土があり古風を重んじるスパルタなどでは従来どおりウールの衣服を身につけていたが、多くは亜麻の一枚布を襞を取って着つけていた。キトンには大きく分けて二種類の着つけがあり、従来のペプロスと同じ着つけのドーリア式と新たに導入されたイオニア式と呼ばれる。
ドーリア式は、脇を縫わないか下半分だけ縫うものから完全に筒型になった後期のペプロスから発展した。大きな筒型の亜麻布の上端を表に折り返して両肩をピンで留め、腰にたるみを持たせて帯を締めた。
イオニア式は、二枚の布の両端を上から少し縫い残して着て、左右の肩から手首までを数か所ピンで留めたもの。腰をベルトで締めるほか、たすきのように紐で上半身をくくるなどしてあるために袖があるように見えた。二種類のキトンを重ね着することもあり、好みで使い分けた。外出時にはウールでできたヒマティオンや丈の短いクラミディオンといった一枚布を巻くだけの外套を着た。
アテナイなどの女性は家の奥で家族以外とは会わずに過ごすことが美徳とされたが、スパルタなどでは運動が奨励された。スパルタの少女の像には女神アルテミスの狩装束のように短くたくしあげたペプロスを着たものがあり、活発な女性などにはこうした軽快な着つけがされたものらしい。
壺絵などに胸下にアポディスムと呼ばれる胸帯を身に付けた女性の姿も描かれ、現在のブラジャーのように胸を保護する場合もあると思われる。少女のものには、アナマスカリステルもしくはマストデトンと呼ばれる赤い細帯を胸から腰まで巻くものがあった。また、下腹に巻く帯をゾーナといい、補正下着の一種としていた。

### 上流階級
上流階級の女性は彩り美しい衣装と凝ったヘアスタイルで下層階級と区別が見て取れた。
広くつかわれた髪紐のほか、ヘアネットなども使われた。小アジアからヴェールが持ち込まれ、婦人の礼装や花嫁の盛装に用いられた。現在花嫁が被る純白のヴェールと花冠はギリシアの花嫁に由来する。髪飾りには花冠などの他、宝石や、羽毛なども使われた。特に最高神の正妻で家庭の女神ヘラの遣いである孔雀の羽根は、非常に優美で高貴な装飾品として愛好された。
紀元前4世紀頃から徐々に化粧が広まったが、『家政論』では妻が紅を引いているところを見つけた夫が激怒して妻をなじる節があり、欺瞞的な行為と考えられている面もあった。白粉は鉛白、口紅や頬紅は最初は桑の実や海草が使われたが、後に辰砂と変わった。エフェソスのアルテミス神殿からは、かなり両の眉頭が近い黒い眉に赤茶色のアイシャドー、緑のアイライン、赤茶の頬紅と口紅という化粧をした紀元前530年ごろのものと思われる女性の像が発見されている。